# Пітон-де-Неж
Пітон-де-Неж (фр. Piton des Neiges — щит снігу) — згаслий щитовий вулкан (3 070,5 м) на острові Реюньйон, заморський департамент Франції, розташована в Індійському океані, найвища вершина острову.